# Distribuzione cinematografica
La distribuzione cinematografica è una fase del processo di diffusione e presentazione al pubblico di un film. Della distribuzione cinematografica si occupa spesso una compagnia indipendente, una società controllata o occasionalmente una individuale, che lavora come l'agente finale tra una casa di produzione o alcuni agenti intermediari, ed un esercente, con il fine di assicurare le proiezioni del film del produttore sullo schermo della sala cinematografica. Nel campo del cinema, il termine "distribuzione" si riferisce al mercato e alla circolazione di film nei cinema.

## Processo di distribuzione di un film
Il primo passo per il distributore è di convincere l'esercente a noleggiare, o a "prenotare", ciascun film. Con questo fine il distributore può organizzare uno spettacolo privato per l'esercente, o usare altre tecniche di marketing che convinceranno l'esercente di poter ottenere profitti finanziari proiettando il film. Una volta d'accordo, il distributore assicura un contratto scritto o verbale imponendo un minimo garantito, ovvero un prezzo che l'esercente sarà obbligato a corrispondere alla distribuzione appena verrà staccato anche un solo biglietto e una percentuale sugli incassi variabile solitamente dal 30 al 50% applicabile qualora l'ammontare della percentuale superi il minimo garantito. Il distributore tratterrà una percentuale per sé trasmettendo il residuo alla casa di produzione (o ad ogni altro intermediario, come l'agente di distribuzione del film). 
Il distributore deve anche assicurarsi che ci siano abbastanza copie del film per servire tutti gli esercenti con i quali si è stipulato un contratto, assicurarsi la loro consegna fisica ai cinema per il giorno prefissato, e assicurarsi il ritorno delle copie all'ufficio della compagnia distributrice o ad altri luoghi di immagazzinamento, il tutto sempre vincolato dal contratto. In pratica, ciò include la produzione fisica delle copie e il loro trasporto per il mondo (un processo che potrà presto essere rimpiazzato dalla distribuzione digitale) come anche dalla creazione di poster, di pubblicità sui quotidiani e sui periodici, spot pubblicitari in TV, e altri tipi di pubblicità.
Per di più, il distributore è responsabile nell'assicurare che materiale pubblicitario sia disponibile in ciascuna copia di ciascun film poiché si ritiene che ciò aiuterà l'esercente a invogliare un pubblico più grande, nel creare queste pubblicità nel caso non fosse già stato fatto dalla casa di produzione, e nell'organizzare la consegna fisica del materiale pubblicitario selezionato dall'esercente prima della prima proiezione.
Se il distributore sta trattando un film importato o in lingua straniera, egli sarà anche responsabile del doppiaggio o della sottotitolazione per il film, e dovrà assicurare la censura o altri tipi di "approvazioni" legali per la proiezione del film nel paese/territorio nel quale crea profitti, prima di contattare gli esercenti per la prenotazione.
Questa è una descrizione incompleta e generale. Le odierne pratiche dei distributori di film possono variare da questo modello in punti differenti nel tempo durante la storia del cinema, e secondo differenti pratiche nazionali riguardo alla distribuzione dei film. Così, una spiegazione piena di questo argomento deve tenere conto di tutti i periodi e le nazioni sin dall'inizio dei film, o limitarsi allo studio di periodi e paesi specifici.

## Quando la produzione e la distribuzione coincidono
Nei giorni del cinema hollywoodiano classico, gli studi cinematografici usavano il sistema studio, producendo e distribuendo i loro stessi film ai cinema che possedevano — una pratica conosciuta come integrazione verticale. Il controllo degli studios sulla distribuzione fu fortemente indebolito negli Stati Uniti d'America quando, nel 1948, il caso Stati Uniti d'America vs. Paramount Pictures obbligò i major studio a vendere tutti i loro cinema. Oggi, i major studio e le compagnie di produzioni indipendenti allo stesso modo competono per le proiezioni nei cinema.

## Distribuzione televisiva
Con il diffondersi, in special modo dagli anni novanta della produzione televisiva non soltanto di telefilm ma anche di film per i quali non era subito prevista una distribuzione cinematografica o per l'home video (nei casi in cui la distribuzione avviene direttamente per questo mercato si parla di direct-to-video), hanno preso vita anche le case di distribuzione televisive, le quali solitamente acquistano una produzione televisiva e la distribuiscono in televisione. In special modo il fenomeno riguarda le reti televisive via cavo americane o le reti satellitari europee. Ad esempio il canale Disney Channel e il canale Showtime, negli ultimi anni hanno avuto una intensa attività di distribuzione televisiva.